# Oeral-orogenese
De Oeral-orogenese is een lange fase van gebergtevorming in de Oeral, op de scheidlijn tussen Europees Rusland en Siberië. Deze orogenese begon in de tijdperken Carboon en Perm, rond 300 miljoen jaar geleden, en eindigde met een continentale botsingen tijdens het Trias tot het begin van het Jura. 
In termen van platentektoniek en continentverschuiving was de Oeral-orogenese het gevolg van een beweging naar het zuidwesten van de Siberische Plaat, waarbij de kleinere landmassa Kazachstania bekneld raakte tussen deze plaat en het supercontinent Pangea. Het westen van Siberië werd opgeheven toen de rand van Kazachstania over de Europese Plaat schoof. Deze gebeurtenis vormde de laatste fase van de samenstelling van Pangea.